# The Daily Stormer
The Daily Stormer (El Daily Stormer en su versión en Español) es un sitio web de noticias y opinión estadounidense a favor de la supremacía blanca y el neonazismo. Se considera a sí mismo como parte del movimiento internacional de la derecha alternativa. Su editor, Andrew Anglin, lo fundó el 4 de julio del 2013 como un reemplazo rápido de su anterior sitio, Total Fascism.
El sitio es conocido por su uso de memes de internet que fueron comparados con 4chan y mencionados como atracción para una audiencia más joven e ideológicamente diversa. Mientras algunos autores nacionalistas blancos engrandecían el alcance del Daily Stormer, otros se opusieron a su contenido y al tono mismo, acusando a Anglin de ser un agente provocador, utilizado para desacreditar al verdadero nacionalismo blanco.
Daily Stormer también orquesta lo que llama el "Troll Army" (Ejército Troll), que se desenvuelve en troleo a figuras con las cuales Anglin difiere políticamente. En agosto del 2017, después de causar la ira de masas tras insultar a una protestante de una marcha contra la extrema derecha, el sitio web fue rechazado por innumerables registradores de dominio.

## Administración

### Andrew Anglin
Andrew Anglin nació el 27 de julio de 1984, y creció cerca a Columbus, Ohio. Según Anglin y sus compañeros de la infancia, él era un liberal en su juventud. Asistió al Programa Alternativo de Linworth y a la Escuela Secundaria Cristiana de Worthington desde 1999 hasta 2003, donde fue recordado como un rasta vegano. Sus amigos en la escuela secundaria informaron que su comportamiento cambió durante su segundo año en Linworth, donde exhibió comportamientos autodestructivos y comenzó a promover teorías conspirativas. Después del bachillerato, Anglin tomó clases en el Colegio Comunitario del Estado de Columbus en 2003, y estudió inglés en la Universidad Estatal de Ohio durante un semestre en 2004.
En 2006, Anglin lanzó un sitio web de teorías conspirativas, Outlaw Journalism, que fue modelado después de los trabajos de Alex Jones y Hunter S. Thompson, a quienes admiraba.
En 2008, Anglin comenzó a viajar por el sudeste de Asia, terminando finalmente en la ciudad de Dávao, en Filipinas. En 2011, pasó varias semanas en una aldea Tboli en el sur de Mindanao, donde inicialmente tenía la intención de quedarse permanentemente, vendiendo algunas de sus posesiones para recaudar dinero para una dote y casarse con dos musulmanas locales. En 2012, Anglin escribió que descubrió que los lugareños eran "personas civilizadas, no agresivas e industriosas", pero finalmente llegó a considerarlos demasiado "primitivos", se volvió solitario y solo quiso asociarse con miembros de su propia raza, y "Por la gracia de Dios, encontré a Adolf Hitler".
En 2012, Anglin lanzó otro sitio web, Adventure Quest 2012, que discutió teorías conspirativas como la existencia de humanoides reptilianos. Describió el objetivo del sitio como tratar de "sanar las heridas producidas por la sociedad moderna ... y [ayudar] al lector a trascender estos vínculos físicos y alcanzar una supremacía total. Para sanar estas heridas, el mundo debe aprender a abrazar la diversidad y el color." En 2014, afirmó que, aunque estaba de acuerdo con los principios centrales del nazismo, tenía reservas sobre la reintroducción de todos los aspectos del régimen de Hitler. Un autoproclamado "troll", Anglin declaró que fue presentado al nazismo en 4chan. Más tarde en 2012, lanzó su primer sitio web neonazi, Total Fascism (en español: Fascismo Total). Sintiendo que Total Fascism no atraía a un grupo demográfico más joven y tenía artículos que eran demasiado largos, Anglin lanzó The Daily Stormer el 4 de julio de 2013, con artículos más cortos y un estilo más provocativo. Anglin dijo en marzo de 2014 que se pasa 70 horas a la semana escribiendo para el sitio web.
La ubicación actual de Anglin no se conoce. Un artículo de investigación de The Huffington Post de noviembre del 2016 analizó sus redes sociales y fuentes del FBI, y llegó a la conclusión de que vivía en Alemania. Rumores también afirmaron que Anglin estaría residiendo en Rusia. En julio del 2017, Anglin le dijo a CNN que residía en Lagos, Nigeria. El Southern Poverty Law Center (SPLC) enumera el sitio web con sede en Worthington, Ohio, con actividad en varios otros estados. El sitio web está registrado a nombre del padre de Anglin, Greg, que dirige un servicio de asesoramiento de inspiración cristiana en Worthington.

### Finanzas
The Daily Stormer esta financiado principalmente a través de donaciones que Anglin solicita regularmente a los visitantes del sitio. Su padre fue protestado por el Anti-Racist Action por recibir donaciones de los lectores del sitio para pasárselas a su hijo. En febrero de 2017, el sitio web anunció un patrocinador corporativo, Smerff Electrical, propiedad de Simon Hickey de Brisbane, Australia, cuyo sitio web contiene imágenes de la rana Pepe. Anglin le contó a Mother Jones que recibió donaciones de Silicon Valley y que en el condado de Santa Clara en California, hogar de Apple Inc. e Intel, proviene la mayor fuente de tráfico de su sitio web.
Se cree que el sitio recibió más de $200,000 en contribuciones de Bitcoin desde que comenzó a aceptar la criptomoneda en 2014. Una cartera de criptomonedas actual ha mantenido consistentemente aproximadamente $80,000 en Bitcoin en mano. El dinero ingresado y gastado por las cuentas es rastreado públicamente por un bot de Twitter. Una cuenta del Stormer anunció que Coinbase estaba borrando cuentas de personas que intentaban enviar Bitcoins a ellos. Coinbase declaró en términos generales que "prohíbe el uso de una cuenta que abuse, acose, amenace o promueva violencia contra otros." El 20 de agosto de 2017, por ejemplo, Anglin recibió una donación de 14.88 bitcoins (una referencia a las catorce palabras). En ese momento, valía $60,000, pero si Anglin hubiera mantenido el monto total, habría valido alrededor de $235,000 para fin de año.
The Daily Stormer es dirigido a través de una compañía llamada Moonbase Holdings, con Anglin diciendo que eligió el nombre para que los donantes pudieran evitar el escrutinio de sus compañías de tarjetas de crédito. La compañía ganaba $3,400 por mes en el sitio web de crowdfunding Hatreon, que cesó sus operaciones en febrero de 2017. En su demanda por difamación contra Anglin, el cómico árabe-estadounidense Dean Obeidallah solicitó escudriñar Moonbase Holdings para encontrar otras personas relacionadas con la compañía.

## Contenido y recepción

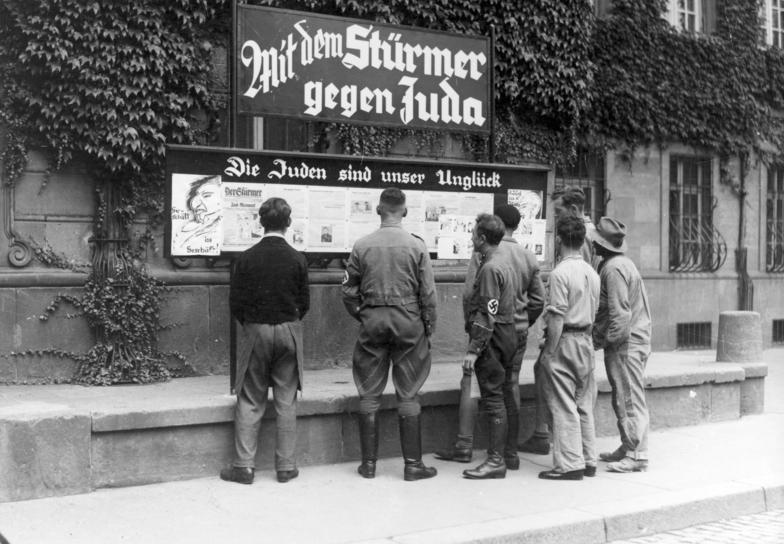
Daily Stormer se llama así por el tabloide nazi Der Stürmer, conocido por sus caricaturas antisemitas. Este cartel de Der Stürmer que data de 1934 dice "Con Der Stürmer contra Judea. Los judíos son nuestra desgracia."

The Daily Stormer toma su nombre del periódico del Partido Nazi Der Stürmer, conocido por sus caricaturas virulentas y antisemitas de judíos.  Su editor, Julius Streicher, fue ejecutado después de la Segunda Guerra Mundial por crímenes contra la humanidad.
El SPLC describió el sitio como "el más reciente en la acalorada competencia para gobernar la web de odio", que "en los últimos seis meses [hasta marzo de 2015] a menudo encabezó el sitio de odio más antiguo y más grande en la web, Stormfront, en términos de alcance y vistas de página, según datos de Alexa." Anglin afirmó en mayo de 2016 que el tráfico del sitio web se había duplicado en los últimos seis meses, alcanzando un máximo de 120,000 visitantes diarios. El sitio web es parte del movimiento de la derecha alternativa, y se autodenomina "el sitio web de derecha alternativa más visitado del mundo." A medida que el movimiento fue noticia a mediados de 2016, "reforzado en parte por el inesperado ascenso de Donald Trump y la decisión de Gran Bretaña de abandonar la Unión Europea", Anglin declaró: "ganamos la guerra de memes, ahora nos hemos hecho cargo del GOP, y lo hicimos muy, muy rápido." A diferencia de otras figuras como Milo Yiannopoulos, Anglin no minimiza los elementos extremistas en la derecha alternativa, declarando que: "El objetivo es limpiar étnicamente a las naciones blancas de los no blancos y establecer un gobierno autoritario. Mucha gente también cree que los judíos deben ser exterminados."